# Usina Hidrelétrica de Água Vermelha
A Usina Hidrelétrica de Água Vermelha (José Ermirio de Moraes) está localizada nos municípios de Ouroeste e Iturama. 

## Características
Teve sua construção iniciada em 1973, sendo concluída em 1979, com potência instalada de 1.396,200 MW, a partir de um desnível máximo de 57m. Está localizada no rio Grande, a 80 km da confluência com o rio Paranaíba, tem sua produção de energia destinada a região que mais consome energia elétrica em todo o país, a região Sudeste.
Segundo o Operador Nacional do Sistema Elétrico (ONS) o lago da Usina Hidrelétrica de Água Vermelha é capaz de armazenar 2,22% do volume represável pelos reservatórios do Sistema Sudeste/Centro Oeste, o que representa 8,62% do armazenamento de água do sub-sistema do Rio Grande.
A transmissão até o anel energético da Grande São Paulo é feita através das seguintes subestações: Araraquara, São Carlos, Ribeirão Preto e Santa Bárbara d´Oeste.
O local onde foi construída a usina denominava-se Cachoeira dos Índios e era formada por várias quedas com nomes curiosos tais como: "Tombo das Andorinhas", "Caldeirão do Inferno", "Tombo dos Dourados", "Tombo das Três Pedras", Tombo da Fumaça" e "Véu de Noivas".
À montante desta cachoeira há vários afluentes contribuíram para aumentar o volume de água do rio Grande, entre eles o córrego "Água Vermelha" e, em função do deságüe deste afluente ser água barrenta (terra vermelha), proveniente de erosões, surgiu o nome "Água Vermelha".
As obras da usina foram iniciadas em 1973 e foram marcadas pelo emprego de avançadas técnicas de engenharia, como o concreto refrigerado. O primeiro grupo entrou em operação em agosto de 1978.

## Ficha técnica
Início da Operação: 22/08/1978
Extensão da Barragem: 3.940 metros
Reservatório
Área: 647 km²
Cota Máxima Útil: 383,30 metros
Cota Mínima Útil: 373,30 metros
Cota de desapropriação: 384,00 metros
A faixa de APP se inicia, conforme a Lei 4771 e Conama 302, na cota máxima útil e se estende por 100 metros nas áreas rurais.
Volume Útil de Água Acumulado: 11 bilhões de m³
Vertedouro
Número de Comportas: 8
Altura da Queda d´Água: 2.481 m³/s
Capacidade Instalada
Número de turbinas: 6
Tipo: Francis
Potência por Unidade: 232,700 MW
Queda útil nominal: 57,0 m
Subestação Elevadora
Número de Circuitos: 3
Tensão Nominal: 440 kV
Localização | Distâncias
Município
Usina/Água Vermelha : (Município Sede): 22 km
Município Sede/Iturama: 22 km
Endereço: Rod. Percy Waldir Semeghini, km 66